# Cattleychea
× Cattleychea, (abreviado Ctyh) en el comercio, es un híbrido intergenérico entre los géneros de orquídeas Cattleya × Prosthechea. Fue publicado en Orchid Rev. 113(1266, Suppl.): 18 (2005).